# Areïlykos (Vater des Prothoënor)
Areïlykos (altgriechisch Ἀρηίλυκος Arēílykos) oder Archilykos (Ἀρχίλυκος Archílykos) ist eine Gestalt der griechischen Mythologie.
Er ist der Sohn des Itonos sowie der Vater des Prothoënor und des Arkesilaos, die im Kampf um Troja auf Seiten der Belagerer fielen.